# Marco Recio
Marco Recio (en latín, Marcus Raecius) fue un político romano del siglo III a. C. En el año 208 a. C. fue enviado en embajada junto con Lucio Antistio a la Galia para averiguar los movimientos de Asdrúbal Barca antes de su inminente invasión de Italia.